# Каллони (футбольный клуб)
АЕЛ Каллони  (греч. Α.Ε.Λ. Καλλονής ΠΑΕ) — греческий профессиональный футбольный клуб из города Митилини. Домашние матчи команда проводит на муниципальном стадионе города Митилини, вмещающем 2 850 зрителей. Клуб был основан 10 июня 1994 года путём объединения двух местных команд «Арисвайос Каллони» (греч. Αρισβαίος Καλλονής) и «Аполлон Дафия» (греч. Απόλλων Δαφίων).
В первые годы своего существования клуб выступал на местном уровне, соревнуясь с командами острова Лесбос. В сезонах 1996/97 и 2002/03 «Каллони» безуспешно играл в Дельта Этники, четвёртой лиге в системе футбольных лиг Греции, по итогам которых возвращался на прежний уровень. В сезоне 2008/09 «Каллони» вновь появляется в Дельта Этники, заняв по его итогам 5-е место в своей группе. На следующий год команда уверенно выигрывает своей группу и получает продвижение в Футбольную лигу 2. Там «Каллони» пробыл недолго: с первой же попытки завоевал продвижение в Греческую футбольную лигу, заняв 2-е место в Северной группе в сезоне 2010/11. 
Во второй по уровню лиге Греции «Каллони» также сходу начал бороться за продвижение в классе. По итогам сезона 2011/12 «Каллони» оказался на 5-м месте, отстав всего на 3 очка в плей-офф за выход в Суперлигу от «Платаниаса». В следующем году «Каллони» занимает 3-е место в лиге, лишь по личным встречам опередив расположившихся ниже «Панетоликос» и «Олимпиакос Волос», и выходит в Суперлигу.
В первом своём сезоне в элитной лиге «Каллони» остановился на 12-й позиции в крайне плотной итоговой таблице. От вылетевшего «Аполлона Смирнис» команду отделили всего 3 очка, а разница мячей у «Каллони» (-31) стала наихудшей в лиге. Во многом последнему способствовало разгромное гостевое поражение от «Платаниаса» со счётом 0:7.